# Bug bounty

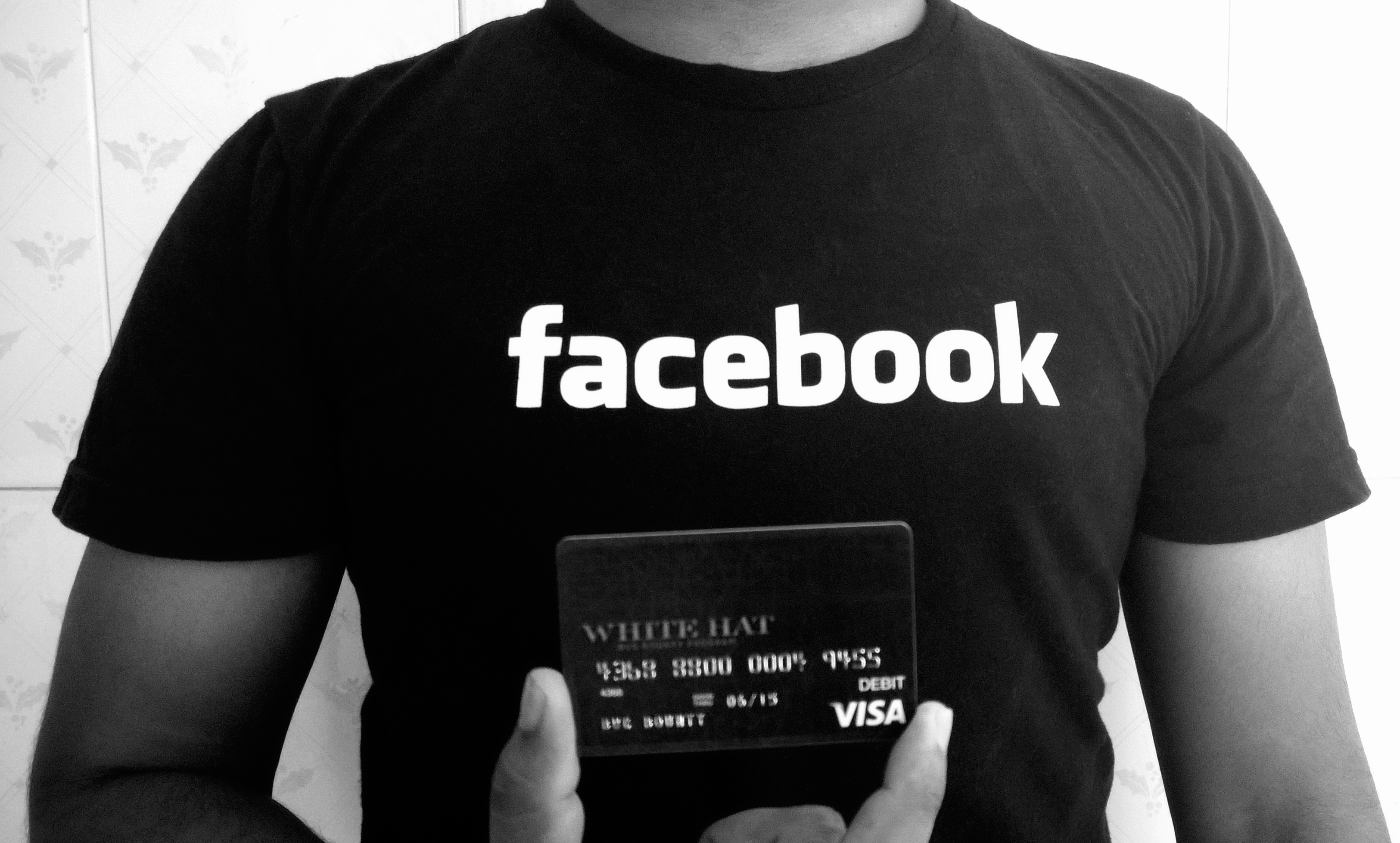
Facebook

Bug bounty (překlad z angličtiny Odměna za chybu) program představuje veřejnou výzvu, kterou vkládají na své stránky internetové společnosti a softwaroví vývojáři, díky níž mohou jednotlivci získat odměnu za nahlášení zjištěných bezpečnostních zranitelností internetové stránky, mobilní aplikace apod. Programy založené na tomto principu umožňují udržovat dlouhodobě vysokou úroveň bezpečnosti, předcházet bezpečnostním incidentům a širšímu zneužití. Nejznámější bug bounty programy provozuje např. Facebook nebo Google. Účastní se jí nejčastěji etičtí hackeři, kteří bývají dobře zaplacení (odměna se odvíjí od závažnosti zranitelnosti a může se vyšplhat na 40 000 Kč). Její popularita silně narůstá, protože firmy chtějí zlepšit svojí kyberochranu a bránit se proti útokům black hat hackerů.